# لن لوویچ
لنه لوویچ (‎/ˈleɪnə ˈlʌvɪtʃ/‎ ; لیلی-مارلن پرمیلوویچ متولد شد. ۳۰ مارس ۱۹۴۹) خواننده، ترانه‌سرا و موسیقیدان آمریکایی-انگلیسی است. او برای اولین بار در سال ۱۹۷۹ با انتشار تک آهنگ موفق خود " شماره خوش شانس " توجه دیگران را به خود جلب کرد که در جدول سینگل‌های بریتانیا در رتبه ۳ قرار گرفت و او را به چهره‌ای پیشرو در صحنه موسیقی موج نو تبدیل کرد.
در سال ۲۰۱۳، او برچسب انتشاراتی خود را به نام فلکس موزیک تأسیس کرد و نسخه‌ای از تمام آلبوم‌های قبلی خود را در نسخه‌های محدود منتشر کرد.

## دیسکوگرافی
- بی تابعیت (۱۹۷۸)
- فلکس (۱۹۸۰)
- No Man's Land (1982)
- مارس (۱۹۸۹)
- سایه‌ها و غبار (۲۰۰۵)

## فیلم‌شناسی
| سینما و تلویزیون | سینما و تلویزیون            | سینما و تلویزیون | سینما و تلویزیون | سینما و تلویزیون |
| سال              | عنوان                       | نقش              | یادداشت          |                  |
| ---------------- | --------------------------- | ---------------- | ---------------- | ---------------- |
| ۱۹۷۹             | چا-چا                       |                  |                  |                  |
| ۱۹۸۲             | راک (فیلم تلویزیونی)        | لولا             |                  |                  |
| ۱۹۹۳             | ملکه میوه (کوتاه تلویزیونی) |                  |                  |                  |

1. ↑  McGovern, Thor (1998). "Lene Lovich".  In Graff, Adam; Durchholz, Daniel (eds.). MusicHound Rock: The Essential Album Guide. Detroit: Visible Ink Press. pp. 695–696.
2. ↑  "Official Charts > Lene Lovich". The Official UK Charts Company. Retrieved 2015-11-16.